# 호시나촌
호시나촌(保科村)은 나가노현 가미타카이군에 있던 촌이다. 현재의 나가노시에 해당한다.

## 역사
- 1889년 4월 1일 - 정촌제 시행에 의해 호시나촌이 단독으로 자치체를 형성하였다.
- 1959년 4월 1일 - 가와다촌, 와타우치촌과 합병해 호시나촌이 성립하여, 동일 호시나촌이 폐지되었다.

## 참고문헌
- 角川日本地名大辞典 20 長野県